# Samuel Iling-Junior
Samuel Iling-Junior (ur. 4 października 2003 w Islington) – angielski piłkarz, występujący na pozycji napastnika.

## Kariera klubowa
Wychowanek klubów Chelsea i Juventus. Karierę piłkarską rozpoczął w sierpniu 2021 roku w drużynie Juventus U-23. 21 października 2022 zadebiutował w podstawowym składzie Juventusu przeciwko Empoli FC.

## Kariera reprezentacyjna
W 2018 roku zadebiutował w reprezentacji Anglii U-15. W latach 2019–2022 występował w juniorskich reprezentacji U-17 i U-19. Od 2022 bronił barw młodzieżowej reprezentacji.

## Sukcesy

### Juventus
- Puchar Włoch: 2023/24

### Juventus Next Gen
- Finalista Coppa Italia Serie C: 2022/23

### Anglia U-19
- Mistrzostwo Europy U-19: 2022